# Elchingen

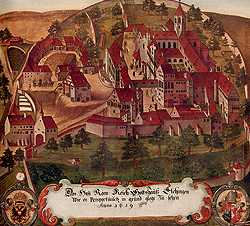
Elchingen im Jahr 1619

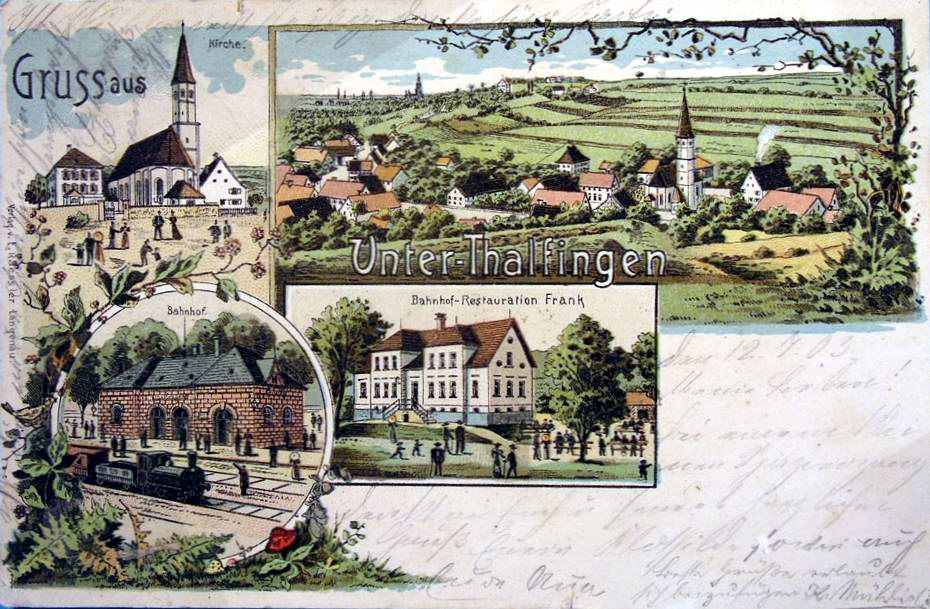
Unter-Thalfingen 1903

Elchingen là một đô thị ở huyện Neu-Ulm bang Bayern thuộc nước Đức.